# Liste des épisodes de Black Mirror
Cet article présente la liste des épisodes de la série télévisée britannique Black Mirror.

## Saison 1 (2011)
1. L'Hymne national
2. Quinze Millions de mérites
3. Retour sur image

## Saison 2 (2013)
1. Bientôt de retour
2. La Chasse
3. Le Show de Waldo

## Saison 3 (2016)
1. Chute libre
2. Phase d'essai
3. Tais-toi et danse
4. San Junipero
5. Tuer sans état d'âme
6. Haine virtuelle

## Saison 4 (2017)
1. USS Callister
2. Archange
3. Crocodile
4. Pendez le DJ
5. Tête de métal
6. Black Museum

## Saison 5 (2019)
1. Striking Vipers
2. Smithereens
3. Rachel, Jack et Ashley Too

## Saison 6 (2023)
1. Joan est horrible
2. Loch Henry
3. Mon cœur pour la vie
4. Mazey Day
5. Demon 79

## Saison 7 (2025)
1. Des gens ordinaires
2. Bête noire
3. Hotêl Rêverie
4. De simples jouets
5. Eulogie
6. USS Callister : Au cœur d'Infinity